# Estação Ferroviária de Faro

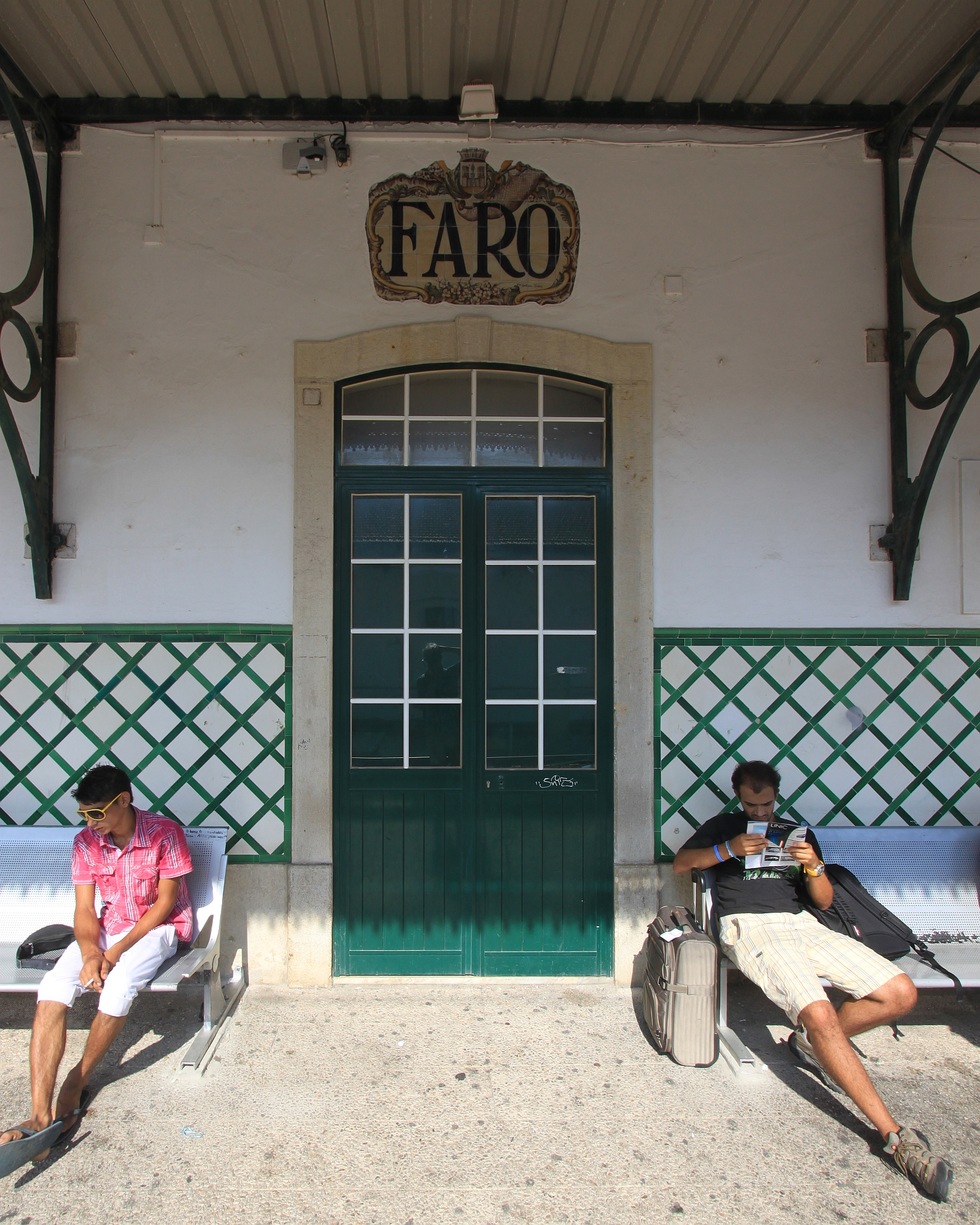
Passageiros na estação de Faro em 2012.

A Estação Ferroviária de Faro é uma interface da Linha do Algarve, que serve a cidade de Faro, no Distrito de Faro, em Portugal. Entrou ao serviço em 1 de Julho de 1889.

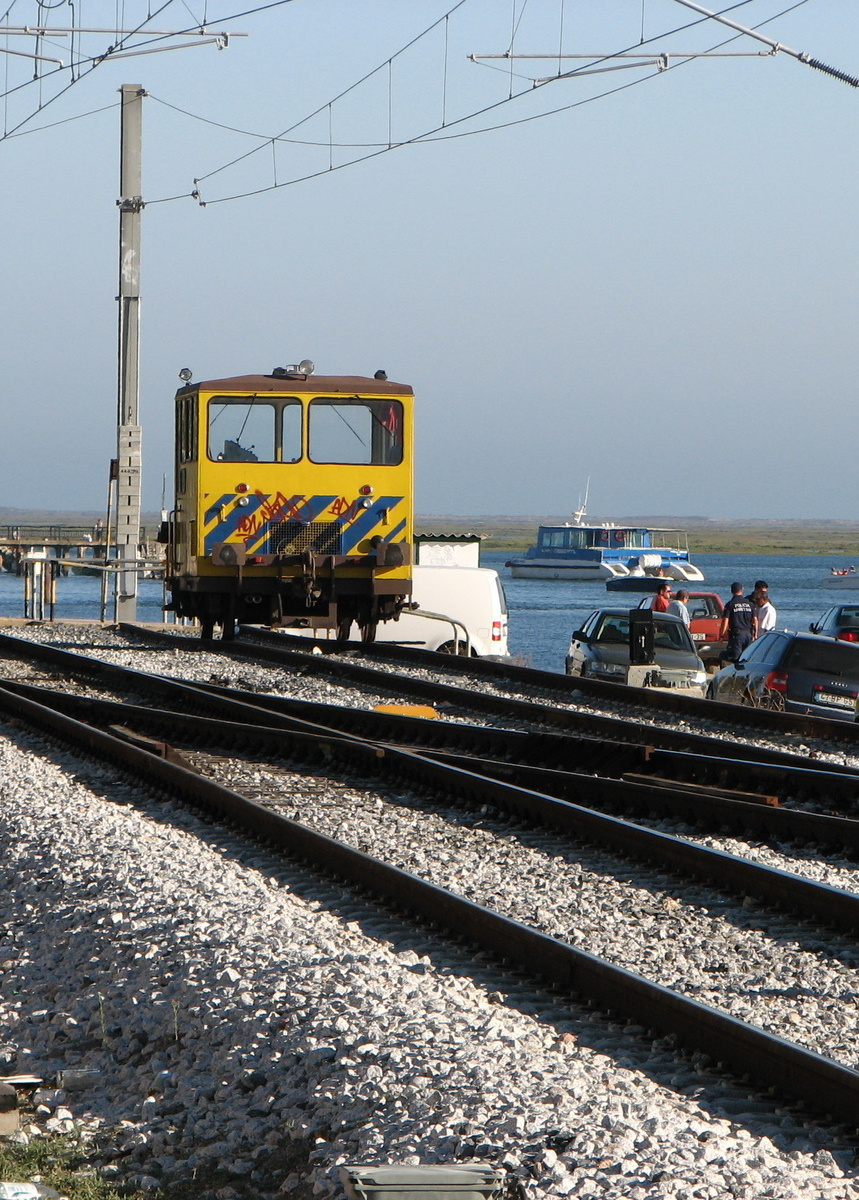
Vista da estação de Faro para a Ria Formosa, em 2007.

## Descrição

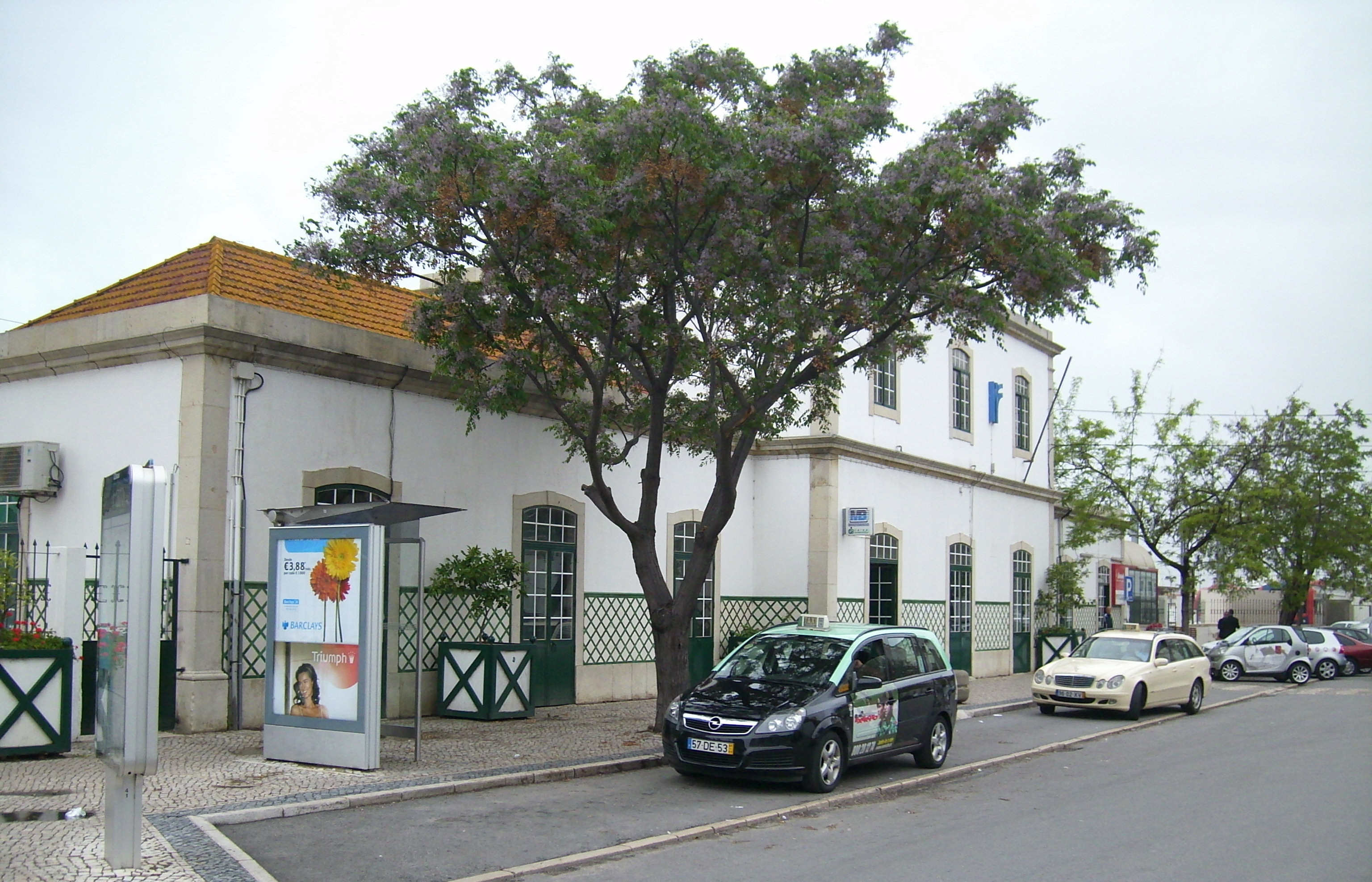
Exterior da estação de Faro, em 2008.

### Localização e acessos
Esta interface situa-se junto ao Largo da Estação dos Caminhos de Ferro, na cidade de Faro.

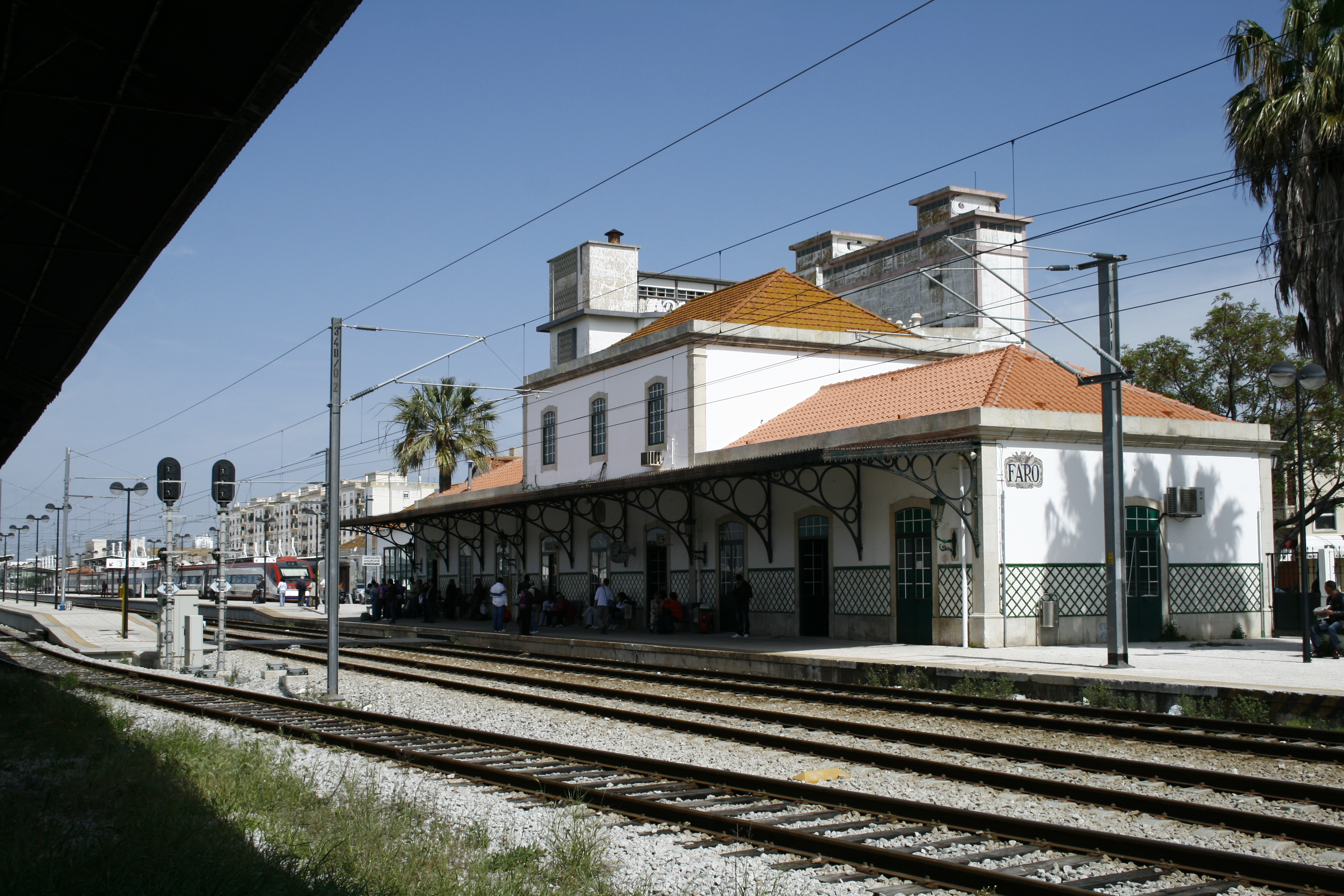
Edifício de passageiros e infraestrutura anexa, em 2010.

### Infraestrutura
Esta interface apresenta oito vias de circulação (I, II, III, IV, V, VI, VII, e VIII) com comprimentos variando entre 388 e 135 m, estando eletrificadas em toda a sua extensão exceto a via III; com exceção das vias VII e VIII são todas  e acessíveis por plataformas de 90 cm de altura e comprimentos entre 328 de 194 m; existem ainda seis vias secundárias (G1, G2, G3, G5, G7, e G9), com comprimentos entre 49 e 290 m, estando eletrificadas em toda a sua extensão as vias G1 e G2. O edifício de passageiros situa-se do lado nordeste da via (lado esquerdo do sentido ascendente, a Vila Real de Santo António).
A estação de Faro, enquanto término da rede eletrificada, é um importante ponto de câmbio nas características da via férrea e do seu uso:
| característica | descendente | descendente | ascendente    | ascendente |
| -------------- | ----------- | ----------- | ------------- | ---------- |
| eletrificação  | VRSA        | —           | 25 kV ~ 50 Hz | Tunes      |
| compr. máx.    | VRSA        | 200 m       | 395 m         | Tunes      |
| contorno       | VRSA        | PT b (CPb)  | PT b+ (CPb+)  | Tunes      |

### Serviços
Em dados de 2023, esta interface é terminal de comboios de passageiros da C.P. de tipo intercidades com três circulações diárias em cada sentido com origem ou destino em Lisboa - Santa Apolónia, e de tipo Alfa Pendular com duas circulações diárias em cada sentido com origem ou destino em Porto-Campanhã; Faro é ainda terminal de comboios de passageiros da C.P. que circulam ao longo da linha do Algarve em serviço regional tipicamente com nove circulações diárias em cada sentido com origem ou destino em Lagos, e ainda treze com destino em Vila Real de Santo António e doze com origem naquela estação.

## História

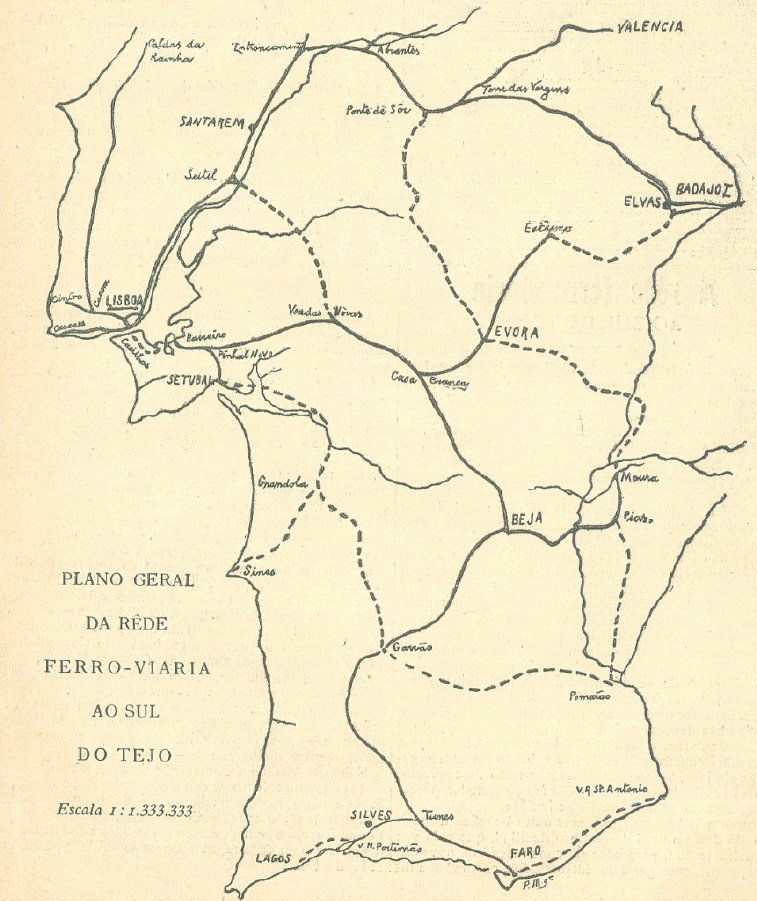
Plano da Rede ao Sul do Tejo, mostrando a linha já ao serviço até Faro (───), enquanto que o resto da linha, até Vila Real de Santo António, estava ainda por construir (╌╌╌)

### Planeamento e construção
Desde 1858 que se discutiu em continuar o Caminho de Ferro do Sul que na altura deveria terminar em Beja, até Faro. Em 21 de Abril de 1864, é assinado um contrato entre o governo e a Companhia dos Caminhos de Ferro do Sueste, no sentido de construir a ligação ferroviária entre a capital alentejana e o Algarve, e uma carta de lei de 25 de Janeiro de 1866 estabeleceu que a linha deveria terminar em Faro, e que deveria estar concluída até 1 de Janeiro de 1869. Nos finais desse ano, os trabalhos de movimentação de terras estavam quase acabados entre Boliqueime e Faro, estando as vias de resguardo de várias estações e a casa das máquinas de Faro já construídos. Nos finais de 1876, a via entre Faro e São Bartolomeu de Messines encontrava-se totalmente assente, faltando, ainda, concluir a via entre esta estação e Casével.
Entretanto, um alvará de 2 de Dezembro de 1878 concedeu a Joseph William Henry Bleck licença para um caminho de ferro ao longo da costa Sul do Algarve, que se deveria ligar à Linha do Sul quando esta chegasse à região. O projecto da Companhia Portugueza de Caminhos de Ferro do Sul preconizava que a estação de Faro fosse em terminal na zona Oeste da cidade, pelo que a linha para o Sotavento tinha de dar a volta a Faro pelo Norte, seguindo depois na direcção de Olhão. Como o acordo era que a companhia apenas construísse a linha e depois a entregasse ao estado para a explorar, o traçado foi concebido de forma a ter uma construção tão económica quanto possível, sem considerar o ponto de vista da exploração, que seria muito mais complicada com a estação de Faro em terminal. Com efeito, a estação original de Beja foi construída também como terminal, com a via férrea para Sul a dar a volta à cidade, pelo que desta forma quaisquer comboios directos entre o Barreiro e Estação Ferroviária de Vila Real de Santo António teriam de sofrer duas reversões. A Companhia chegou a obter a concessão para o lanço entre Faro e Vila Real de Santo António, mas deixou-a caducar, tendo sido anulada por uma portaria de 19 de Dezembro de 1893.

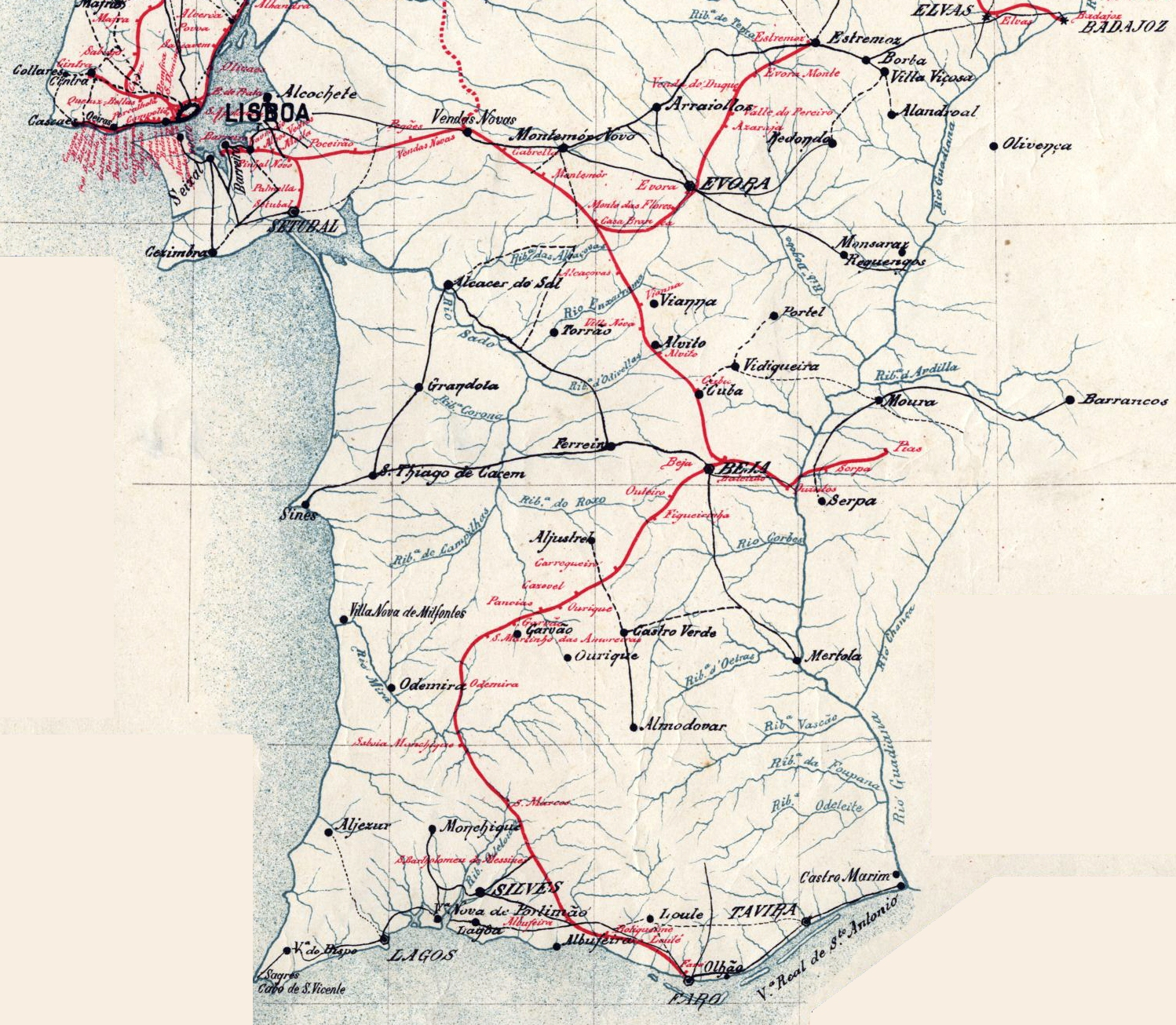
Mapa da rede ferroviária do Sul e Sueste em 1895. Faro era a estação terminal da Linha do Sul

### Inauguração
A primeira composição a chegar à estação de Faro, a 21 de Fevereiro de 1889, consistiu numa composição formada por vários vagões de mercadorias, com o objectivo de testar a resistência da via, e que veio do Barreiro.
A 1 de Julho desse ano, deu-se a abertura ao serviço do troço entre Faro e Amoreiras e a inauguração oficial da Estação Ferroviária de Faro pela Família real; para a cerimónia, a estação foi enfeitada com escudos, brasões e armas das principais localidades da região atravessadas pelo transporte ferroviário. No entanto, só em 1 de Agosto é que foi feito o primeiro comboio directo entre Amoreiras e Faro, completando oficialmente a linha entre Lisboa e Faro.

### Continuação até Olhão
Quando se começou a planear a construção da linha férrea além de Faro por parte do estado, o engenheiro João Pedro Tavares Trigueiros, administrador da divisão estatal dos Caminhos de Ferro do Sul e Sueste, ordenou a elaboração de um novo traçado ao longo das margens da ria em Faro, de forma a que a estação de Faro deixasse de ser em terminal. Este novo projecto, elaborado pelo Conselho Superior de Obras Públicas e Minas, indicava que a via férrea iria passar fora da cidade, em aterro ao longo da ria, pelo que iria dificultar o trânsito dos barcos, além que iria bloquear a saída dos dejectos dos canos, provocando problemas de saúde e de higiene. Desta forma, o projecto foi de novo modificado, e desta vez a via férrea iria acompanhar de perto as margens já existentes entre a estação de Faro e as muralhas da cidade, sendo construído um porto de abrigo do outro lado da linha. Este projecto também não foi aceite, tendo por isso sido novamente alterado, de forma a que a linha seguisse directamente da estação até às muralhas, formando assim um porto de abrigo entre o aterro da via férrea e as margens da ria, com uma ponte móvel para deixar passar as embarcações. Este plano foi aprovado pela Circunscrição Hidráulica, que tinha a seu cargo o funcionamento do porto de Faro, e pelo Conselho Superior de Obras Públicas e Minas, na sua sessão de 15 de Março de 1898.
Em 16 de Janeiro de 1899, a Gazeta dos Caminhos de Ferro noticiou que tinha sido aberto um inquérito administrativo para a apreciação do público sobre os projectos ferroviários dos Planos das Redes Complementares ao Norte do Mondego e Sul do Tejo, incluindo a continuação da linha de Faro até Vila Real de Santo António. Em 14 de Julho de 1899, foi formada a Administração Geral dos Caminhos de Ferro do Estado, organismo que reunia a exploração de todas as redes ferroviárias do governo português, incluindo a do Sul e Sueste.

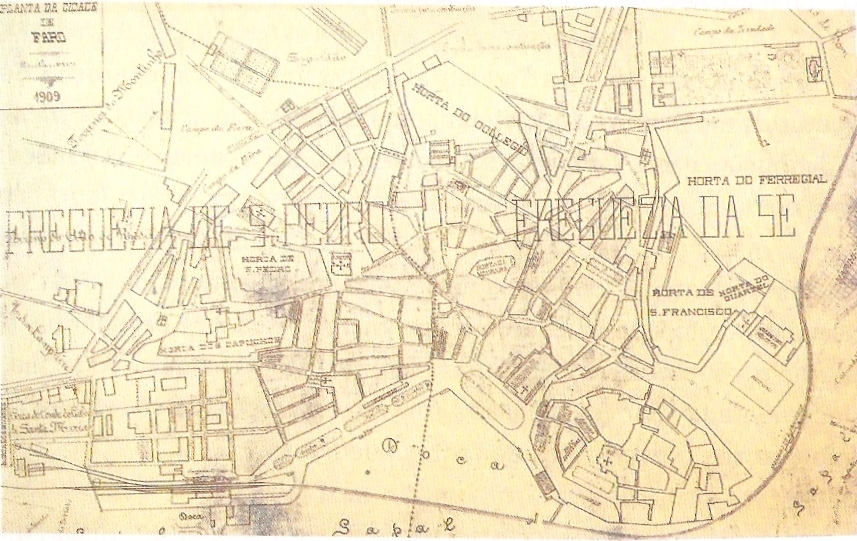
Planta da cidade de Faro em 1909, mostrando a estação e a via férrea.

Iniciaram-se assim as obras seguindo o percurso aprovado, e estavam a decorrer quando em Dezembro de 1900 a Câmara Municipal de Faro enviou uma representação ao governo, protestando contra o projecto, alegando que reduzia as condições de salubridade e prejudicava o funcionamento do porto. O conselho de administração dos Caminhos de Ferro do Estado ordenou assim que fosse estudada uma nova alteração ao traçado, retomando a ideia original da linha a dar a volta à cidade de Faro pelo lado Norte. Este novo projecto não fazia a linha para o Sotavento sair directamente da estação, mas a partir de um ponto de bifurcação a cerca de 324 m das agulhas de Faro. Este traçado era muito inferior ao original, não só por aumentar o tempo de viagem dos comboios entre o Sotavento e Faro, mas também por apresentar um percurso mais complicado, com maiores rampas e sem patamares onde se pudessem construir apeadeiros, além que obrigaria à criação de cinco passagens de nível. Este novo plano enfrentou a resistência tanto do conselho de administração dos Caminhos de Ferro do Estado como do Conselho Superior de Obras Públicas e Minas, mas o ministro das Obras Públicas preferiu consultar várias autoridades da região do Algarve, como deputados e pares do reino. Surgiram duas correntes de opinião, sobre o traçado da linha entre Faro e Olhão uma defendendo o projecto original com a estação de Faro em terminal e a linha a dar a volta à cidade, enquanto que a segunda apoiava a directriz proposta pelo Conselho Superior de Obras Públicas e Minas, que acompanhava a margem da ria em frente da cidade, com alguns lanços em ponte. Entre os apoiantes do projecto original contavam-se o presidente da câmara de Faro, João José da Silva Ferreira Netto, que assinou uma reclamação contra a passagem do comboio pela praça de Faro.

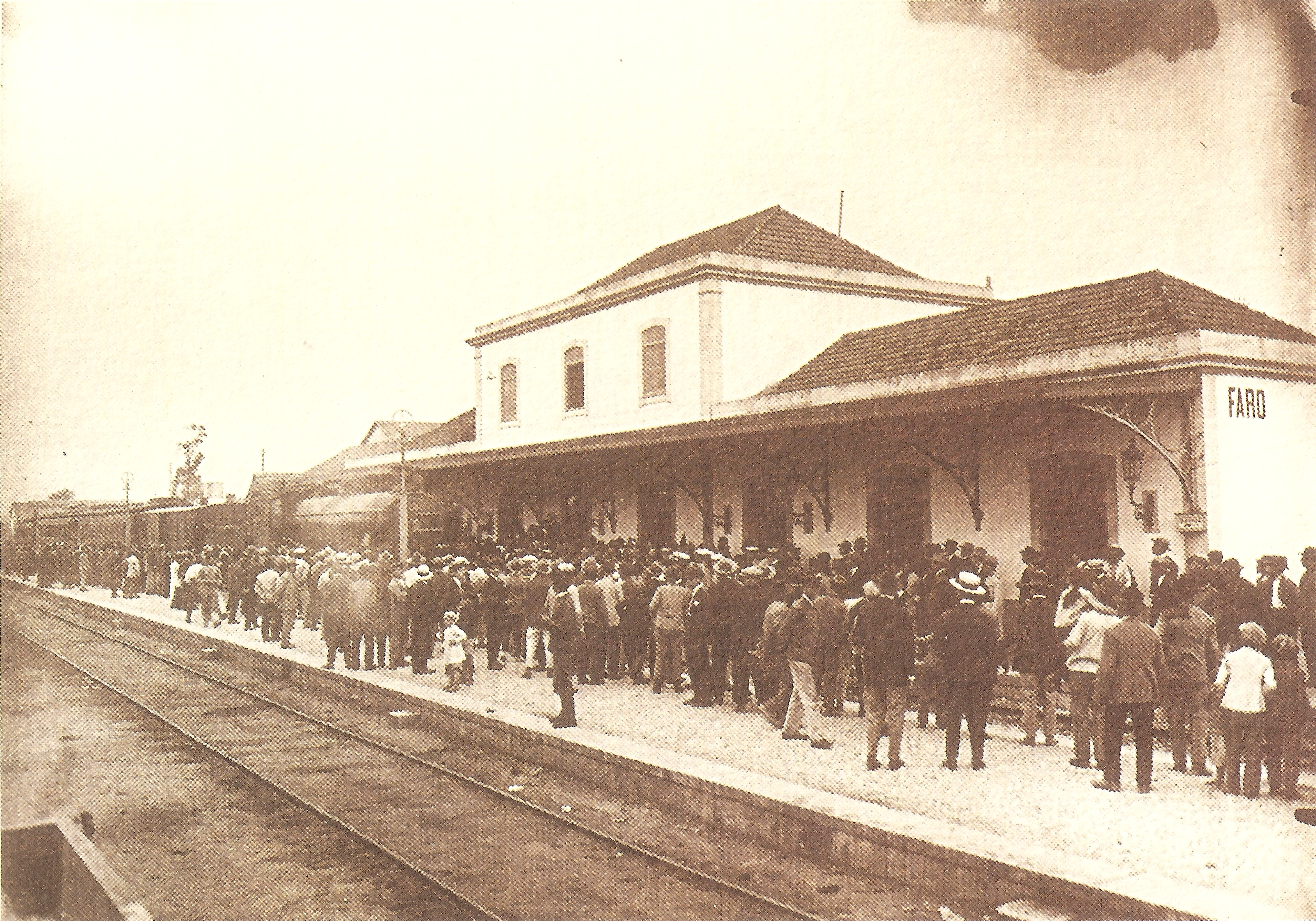
Fotografia antiga da estação de Faro.

Uma portaria de 27 de Fevereiro de 1902 nomeou uma comissão para apreciar as reclamações que tinham surgido acerca do traçado que tinha sido planeado para a via férrea além de Faro. Esta comissão reuniu-se no dia 10 de Março desse ano, sob a presidência do deputado Luís Bivar, tendo-se defendido o traçado pela ria, argumentando traria vantagens económicas e do ponto de vista da higiene para a cidade, e evitaria a necessidade dos comboios para o Sotavento fazerem reversão na estação de Faro.
Em 16 de Agosto de 1902, a Gazeta dos Caminhos de Ferro noticiou que iria ser construída uma nova linha de serviço na estação de Faro. No mesmo ano, foi instalada uma dependência do Serviço de Estudos e Construcção de Linhas da Rêde Complementar dos Caminhos de Ferro ao Sul do Tejo, parte integrante da Direcção de Sul e Sueste dos Caminhos de Ferro do Estado, e que tinha como finalidade construir os troços entre Faro e Vila Real de Santo António e de Silves a Portimão.
O lanço entre Faro e Olhão foi inaugurado a 15 de Maio de 1904. Em 1905, reforçaram-se os serviços entre Faro e Tavira, devido ao volume de tráfego entre estas duas estações. Em 1 de Julho de 1908, a Gazeta dos Caminhos de Ferro noticiou que se tinha decidido criar um comboio rápido entre Faro e Lisboa, a título experimental, durante três meses.

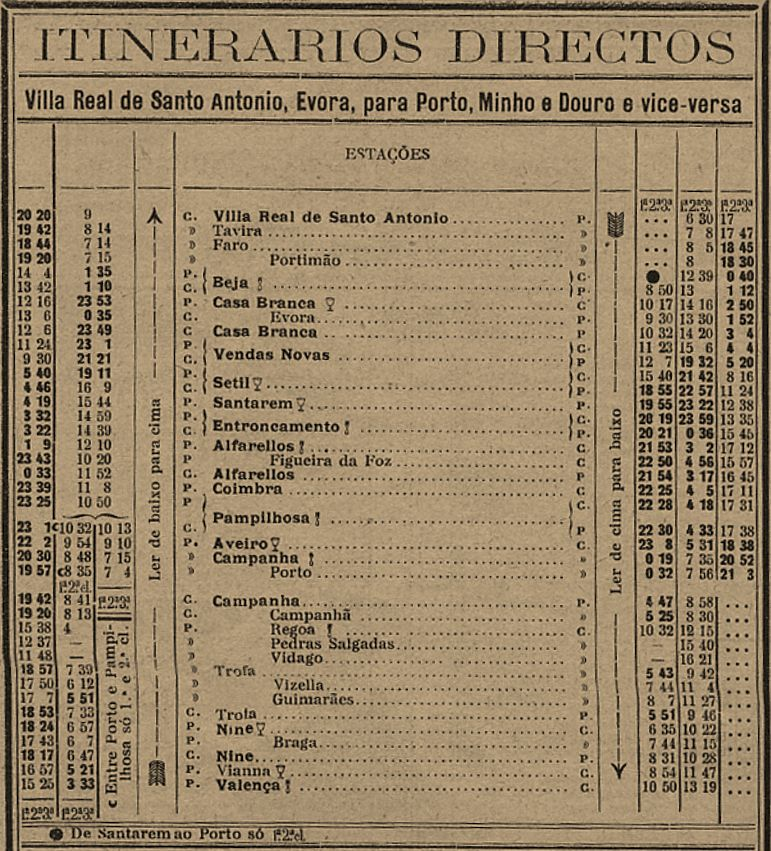
Horário dos comboios directos de Vila Real de Santo António a Valença, em 1913.

### Década de 1910
Em 1913, a estação de Faro era servida por carreiras de diligências até Estoi e São Brás de Alportel.

### Décadas de 1920 e 1930
Em 1927, os antigos Caminhos de Ferro do Estado foram integrados na Companhia dos Caminhos de Ferro Portugueses, que começou a explorar as antigas linhas do estado em 11 de Maio desse ano.
Um diploma de 30 de Maio de 1936 do Ministério das Obras Públicas e Comunicações aprovou um projecto para a construção de um reservatório de betão armado com capacidade para 200 m³, para o abastecimento de água à estação de Faro.
O Ministério das Obras Públicas e Comunicações também emitiu um diploma de 3 de Fevereiro de 1937, que aprovou o auto de recepção definitiva da empreitada n.º 23, relativa à instalação de calçada na estrada de acesso à estação de Faro. Outro diploma da mesma origem, publicado no Diário do Governo n.º 270, II Série, de 18 de Novembro de 1937, ordenou que o director geral de Caminhos de Ferro, Rogério Vasco Ramalho, outorgasse em nome do ministro no contrato a celebrar com Francisco Gonçalves Júnior, para a execução da empreitada n,º 28, relativa à construção de um aqueduto e de uma calçada à portuguesa na estrada de acesso à estação de Faro.

### Décadas de 1960 e 1970
Em 1965, verificou-se que 77% do tráfego ferroviário nacional era feito ao longo do eixo entre Faro e Braga, sendo este corredor considerado de grande importância. Em 16 de Agosto de 1968, a Gazeta dos Caminhos de ferro noticiou que a Companhia dos Caminhos de Ferro Portugueses estava a preparar um contrato com as empresas SOMAFEL, A. Borie e A. Déhé, para a remodelação de vários lanços de via férrea, incluindo a renovação total do eixo entre Braga a Faro, via Porto, Lisboa, Barreiro e Setúbal. Em Junho de 1969, o Conselho de Administração da Companhia dos Caminhos de Ferro Portugueses aprovou a criação de comboios em regime de excursão de Vila Real de Santo António até Lisboa, passando por Faro. A partir dos finais da década de 1970, a empresa Caminhos de Ferro Portugueses iniciou um programa de instalação de núcleos museológicos em várias estações, incluindo Faro.
Adstritos a esta interface, existiram na década de 1980 os ramais particulares Faro-Moagem, Faro-Caiados, e Faro-Cabeçadas, que se inseriam no complexo viário da própria estação (Ramal de Estação); em 2011 encontravam-se já encerrados.

### Década de 1990
Em 1990, foi feito o concurso para a implementação do programa SISSUL - Sistemas Integrados de Sinalização do Sul, que visava a modernização dos equipamentos de sinalização no chamado Itinerário do Carvão, de Ermidas - Sado até à Central Eléctrica do Pego, prevendo-se que depois fosse prolongado até Faro.
Em 1992, iniciou-se o Comboio Azul, que foi complementado com o transporte de automóveis em 1996.

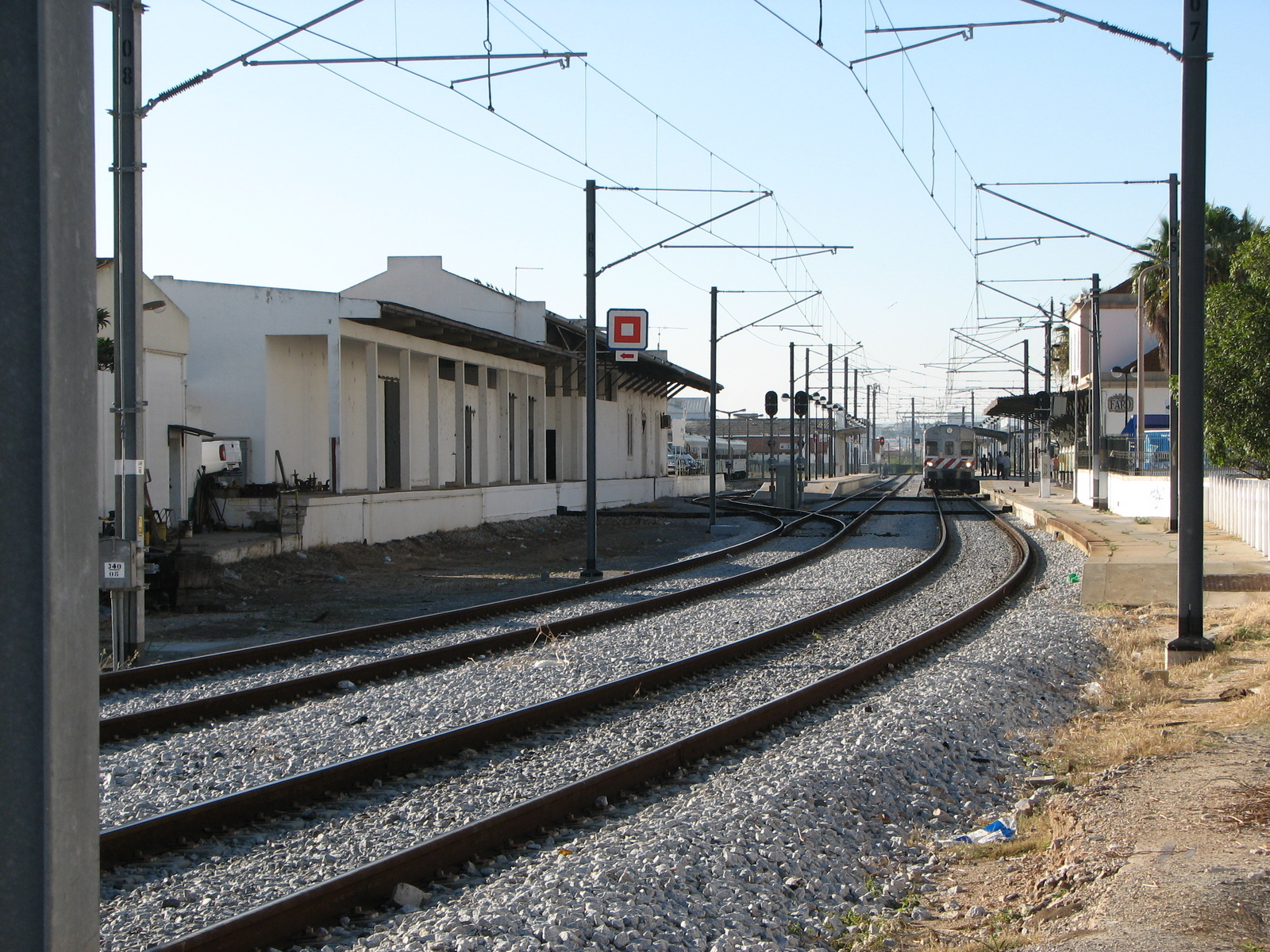
Vista geral da Estação de Faro, mostrando à esquerda os antigos armazéns da estação.

### Movimento de mercadorias e passageiros
No início, esta estação era servida principalmente por composições mistas, ou seja, formadas por carruagens e vagões para transporte de correio ou mercadorias. Uma parte importante do movimento de mercadorias na estação, durante o século XX, era baseado na chegada de carvão e metais vindos de Vila Real de Santo António. Em 1972, o movimento de mercadorias observado na estação de Faro compunha-se pela chegada de trigo de Castro Marim, Tavira, Fuseta e Vila Real de Santo António, em regime de grandes volumes (vagões completos), e pela saída de adubos (vindos da divisão da Companhia União Fabril de Faro) para Vila Real de Santo António, Castro Marim, Cacela, Conceição, Tavira, Luz e Livramento, e farinhas e óleos para todo o Algarve.
As crises que se fizeram sentir ao longo do século XX, e a falta de infra-estruturas adequadas causaram um declínio na importância da estação de Vila Real de Santo António como entreposto de mercadorias, ganhando a estação de Faro predominância nesta função. A gare de Faro teve sempre uma elevada importância como entreposto de mercadorias, influenciando economicamente uma área até aos concelhos de Albufeira e Vila Real de Santo António, e assumindo-se como um núcleo industrial de moagem de cereais e panificação, detendo infra-estruturas para armazenamento de trigo importado ou regional. A estação manteve igualmente um importante tráfego de passageiros com as estações de Cacela, Olhão e Fuzeta.

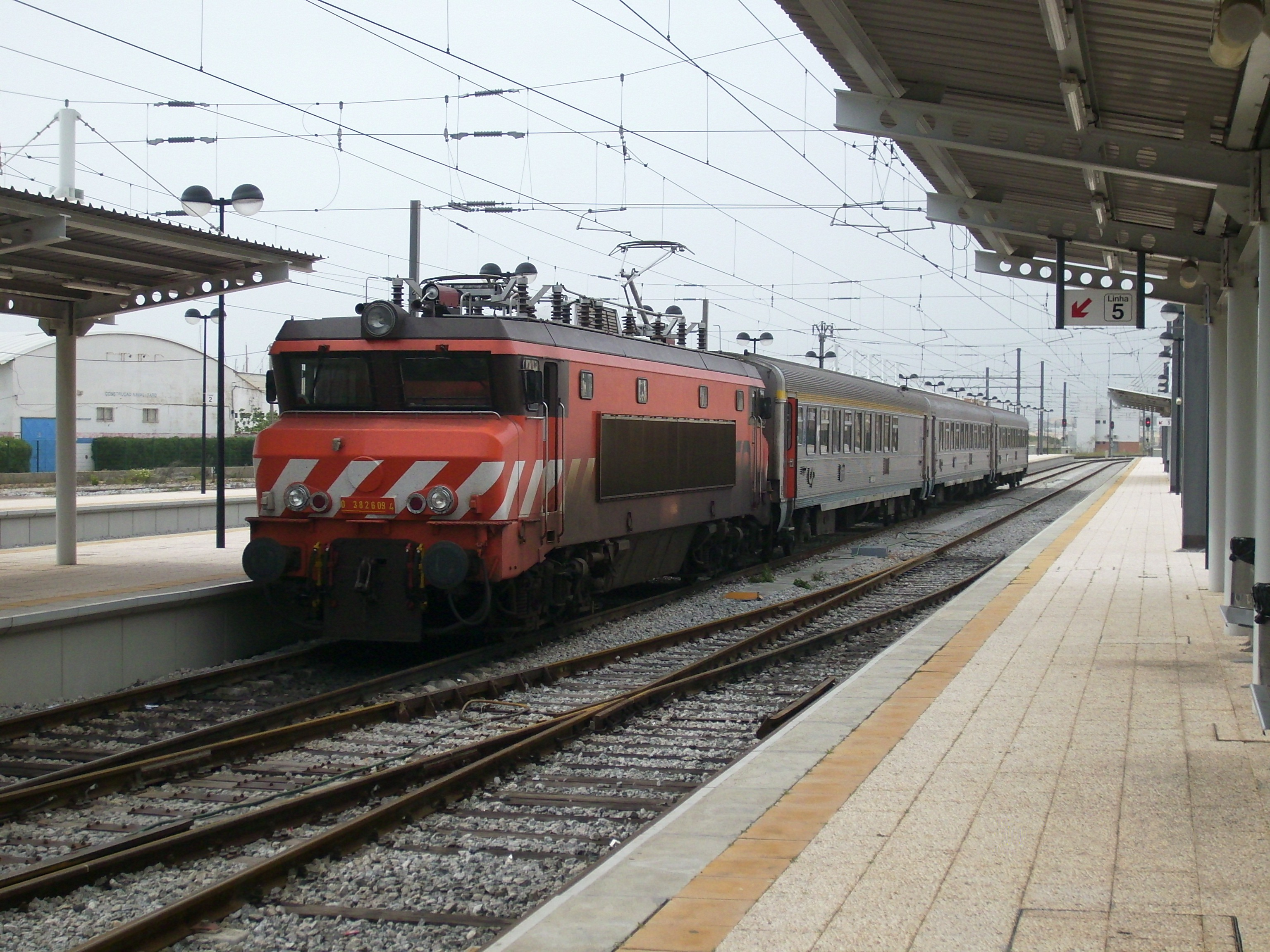
Comboio intercidades na estação de Faro, em 2008.

### Impacto cultural do transporte ferroviário em Faro
O transporte ferroviário dinamizou a cultura em Faro, ao aumentar em variedade e número os espectáculos que se realizavam na cidade, especialmente teatros, variedades, circos e touradas.

### Século XXI

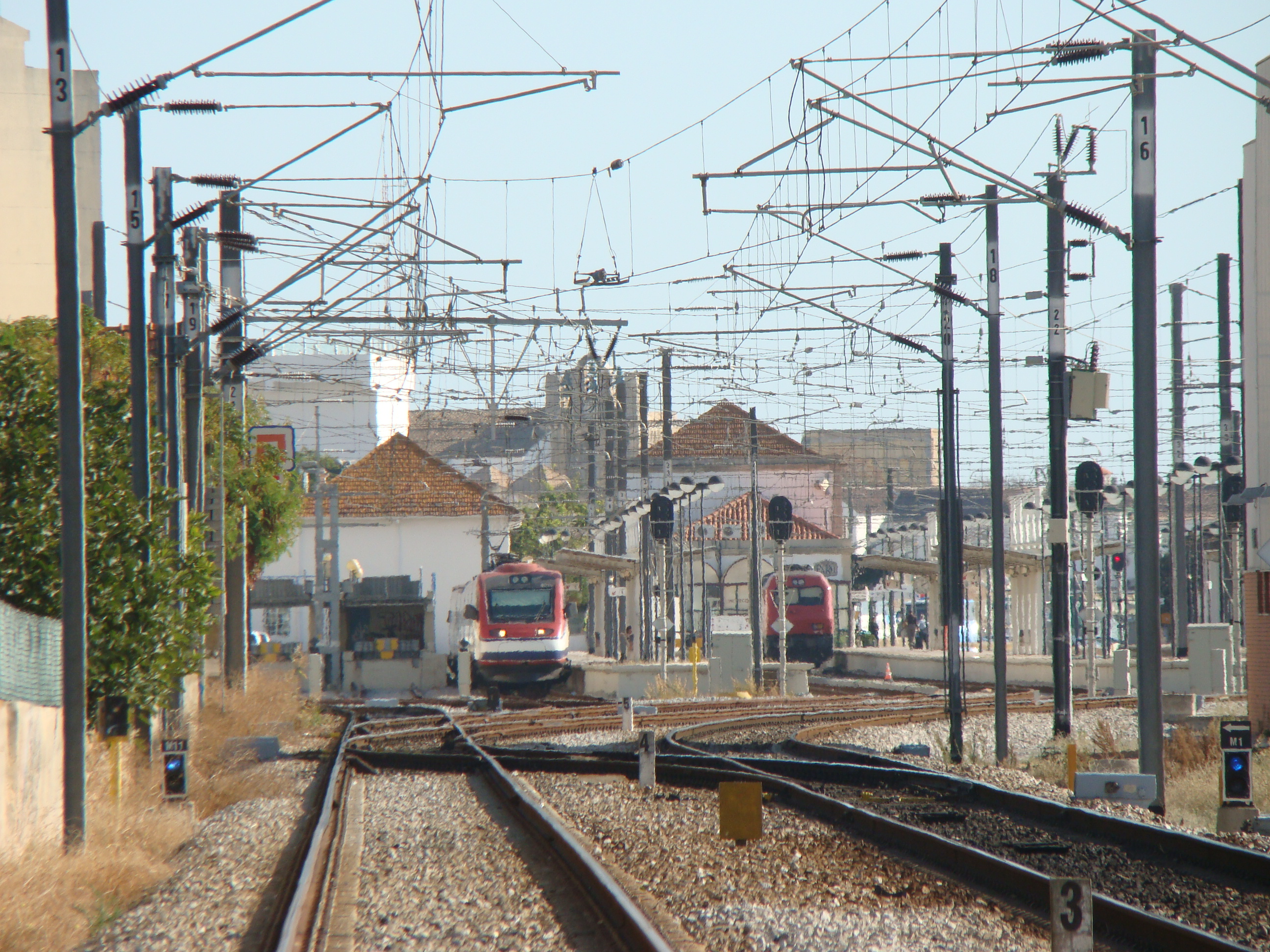
Catenárias na estação de Faro, em 2017, quinze anos após a eletrificação.

Nos princípios do século XXI, a Rede Ferroviária Nacional instalou o caminho de ferro na Ponte 25 de Abril, ligando as duas margens do Tejo, e possibilitando comboios directos entre Lisboa e o Algarve. Assim, em 2003 fez-se a primeira viagem técnica entre a Gare do Oriente e Faro, através da ponte, e nesse ano iniciaram-se os comboios directos naquele percurso. Ao mesmo tempo, também fez obras de modernização e electrificação de vários lanços ao longo do Eixo Atlântico, de Braga a Faro, permitindo a circulação dos comboios Alfa Pendular naquele percurso.
Em 2003, a Rede Ferroviária Nacional construiu o novo edifício para o Centro de Tráfego Centralizado de Faro, e em 2004 instalou uma estação de concentração e fez obras de remodelação na estação.

Em 2005, esta interface apresentava ainda tipologia "C" da Rede Ferroviária Nacional, e possuía oito vias de circulação, encontrando-se habilitada à realização de manobras de material circulante. Em 2007, providenciava as informações sonoras aos passageiros nas estações e apeadeiros de Tunes, Albufeira, Boliqueime, Loulé, Parque das Cidades e Portimão. Em 2009, as extensões das vias eram de 388, 268, 228, 323, 275, 225, 125 e 125 m, e as plataformas possuíam 340, 175, 175, 315, 285, 240 e 80 m de comprimento, tendo cada uma 90 cm de altura. Em Janeiro de 2011, o esquema da estação já tinha sido alterado, passando a conter apenas 6 vias, com comprimentos dos 403 aos 242 m; as plataformas apresentavam 488 a 175 m de extensão, e de 30 a 70 cm de altura — valores mais tarde alterados para os atuais.
Em Março de 2009, um praticante de parkour foi electrocutado enquanto praticava este desporto na estação de Faro.

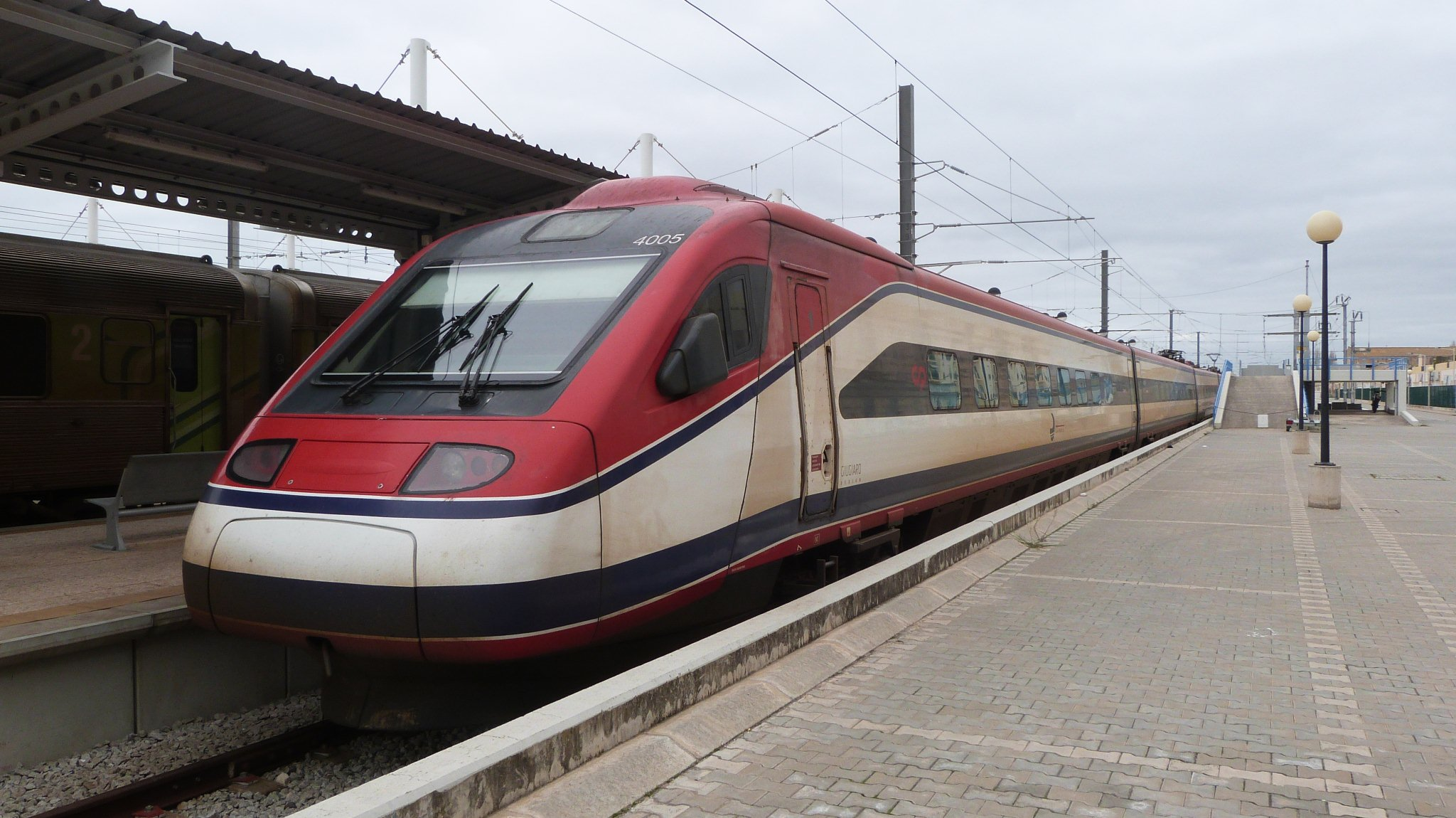
Comboio Alfa Pendular na estação de Faro, em 2014

Em Março de 2010, a Associação Recreativa e Cultural de Músicos, uma organização sediada nas imediações da estação de Faro, recebeu uma ordem de despejo do tribunal, acção que se deveu a um plano da Câmara Municipal de Faro para requalificar a zona nas imediações da estação.

## Ver também

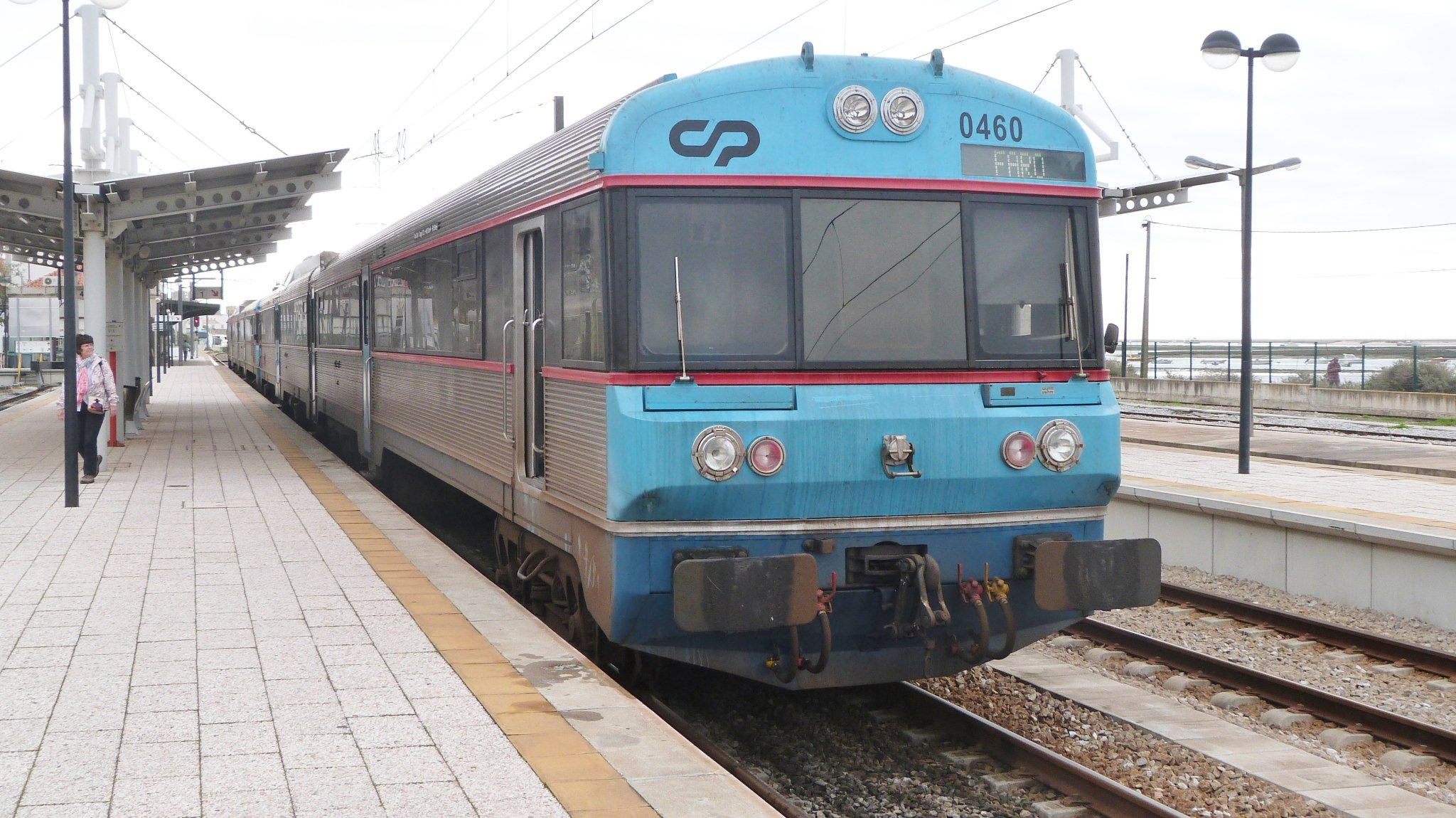
Automotora da série 0450 em serviço regional, terminando em Faro em 2014.

## Leitura recomendada
- Ligação Lisboa - Algarve: troço Pinhal Novo - Faro. Lisboa: Rede Ferroviária Nacional - REFER EP. 2004. 47 páginas